# سرزمین عجایب (ترانه)
«سرزمین عجایب» (انگلیسی: Wonderland) ترانه‌ای از خواننده-ترانه‌سرای آمریکایی تیلور سوئیفت است که در نسخه لوکس پنجمین آلبوم استودیویی او، ۱۹۸۹ (۲۰۱۴) منتشر شد. سوئیفت این ترانه را با تهیه‌کنندگان سوئدی مکس مارتین و شلبک نوشت، و این دو نیز تهیه‌کنندگی این قطعه را بر عهده داشتند. بیگ ماشین رکوردز ترانه «سرزمین عجایب» را در تاریخ ۲۷ اکتبر ۲۰۱۴ به‌صورت نسخه سی‌دی منتشر کرد، برای دانلود دیجیتال در آی‌تیونز در تاریخ ۱۷ فوریه ۲۰۱۵ و برای استریمینگ در تاریخ ۳۰ ژوئن ۲۰۱۵ در دسترس قرار گرفت.
«سرزمین عجایب» از رمان کودکانه آلیس در سرزمین عجایب (۱۸۶۵) الهام گرفته و با ارجاع به شخصیت‌های این کتاب، رابطه‌ای پرشور را توصیف می‌کند. منتقدان موسیقی این ترانه را به‌خاطر ترانه‌سرایی هوشمندانه‌اش تحسین کردند و آن را یکی از قطعات کمتر شناخته‌شده در دیسکوگرافی سوئیفت دانستند. «سرزمین عجایب» در جدول‌های موسیقی ایالات متحده، کانادا و استرالیا جایگاه‌هایی کسب کرد. سوئیفت این ترانه را در برخی از تاریخ‌های تور جهانی ۱۹۸۹ (۲۰۱۵)، تور استادیومی اعتبار (۲۰۱۸) و تور دوره‌ها (۲۰۲۳–۲۰۲۴) اجرا کرد.
پس از مناقشه‌ای در سال ۲۰۱۹ بر سر مالکیت مسترهای شش آلبوم اول او، سوئیفت این ترانه را با عنوان «سرزمین عجایب (نسخه تیلور)» بازضبط کرد و آن را به‌عنوان بخشی از چهارمین آلبوم بازضبط‌شده‌اش، ۱۹۸۹ (نسخه تیلور)، در تاریخ ۲۷ اکتبر ۲۰۲۳ تحت لیبل ریپابلیک رکوردز منتشر کرد. «سرزمین عجایب (نسخه تیلور)» به رتبه ۳۲ در بیلورد گلوبال ۲۰۰ رسید و در جدول‌های ایالات متحده، نیوزیلند و کانادا نیز قرار گرفت.

## پیش‌زمینه و تولید
تیلور سوئیفت تا زمان انتشار چهارمین آلبوم استودیویی‌اش، سرخ، در تاریخ ۲۲ اکتبر ۲۰۱۲ به‌عنوان موسیقی‌دان کانتری شناخته می‌شد. این آلبوم شامل سبک‌های متنوع پاپ و راک فراتر از سبک کانتری آلبوم‌های قبلی او بود، که باعث شد منتقدان دربارهٔ هویت موسیقی کانتری او تردید کنند. سوئیفت نوشتن ترانه‌ها برای پنجمین آلبوم استودیویی‌اش را در اواسط سال ۲۰۱۳، در حین تور تور سرخ آغاز کرد. او با الهام از سینث پاپ دهه ۱۹۸۰، آلبوم را ۱۹۸۹ نام‌گذاری کرد، که اشاره به سال تولدش داشت و نشان‌دهنده یک بازآفرینی هنری بود، و آن را به‌عنوان اولین «آلبوم پاپ رسمی» خود توصیف کرد.
در آلبوم ۱۹۸۹، سوئیفت با مکس مارتین به‌عنوان مدیر اجرایی تولید همکاری کرد. مارتین و شلبک هفت قطعه از ۱۳ قطعه نسخه استاندارد ۱۹۸۹ و دو قطعه از سه قطعه اضافی در نسخه لوکس، از جمله «سرزمین عجایب» را تهیه کردند.

## موسیقی و ترانه
هر دو نسخه اصلی و بازضبط‌شده «سرزمین عجایب» چهار دقیقه و پنج ثانیه طول دارند. از نظر ترانه، این قطعه از رمان کودکان ماجراهای آلیس در سرزمین عجایب (۱۸۶۵) الهام گرفته است. سوئیفت از عبارت «سقوط در سوراخ خرگوش» به‌عنوان استعاره‌ای برای عاشق شدن و دیوانه شدن در این فرایند استفاده می‌کند، در حالی که خط «آیا نشنیده‌ای چه بر سر ذهن‌های کنجکاو می‌آید؟» به مشاهده آلیس اشاره دارد که «کنجکاوی اغلب به دردسر منجر می‌شود». خط «چشم‌های سبزت را نشان بده» نیز ارجاعی به یکی از شخصیت‌های کتاب، گربه چشایر است. این ترانه دربارهٔ زنی است که عاشقانه دیوانه شده و معشوق خود را به جایی که ظاهراً امن است، در ترانه به‌عنوان «سرزمین عجایب» نامیده می‌شود، دنبال می‌کند. هر دو عاشق با شتاب و بدون فکر کردن به عواقب، چنان درگیر احساسات شدید و پرشور عاشقانه خود هستند که این احساسات بر تصمیم‌گیری‌هایشان غالب شده و آن‌ها را به سمت این رابطه سوق می‌دهد. پیش‌نویس اولیه ترانه شامل ارجاعات بیشتری به آلیس در سرزمین عجایب بود، که در آن معشوقه مرد آن‌ها را پادشاه و ملکه اعلام می‌کرد.